# Cliostomum flavidulum
Cliostomum flavidulum är en lavart som beskrevs av Joseph Hafellner och Klaus Kalb. 
Cliostomum flavidulum ingår i släktet Cliostomum, och familjen Ramalinaceae. Arten är reproducerande i Sverige.